# Empis sciloptera
Empis sciloptera är en tvåvingeart som beskrevs av Christian Rudolph Wilhelm Wiedemann 1830. Empis sciloptera ingår i släktet Empis och familjen dansflugor. Inga underarter finns listade i Catalogue of Life.